# Réserve naturelle régionale du lac d'Aiguebelette
La réserve naturelle régionale du lac d'Aiguebelette (RNR285) est une réserve naturelle régionale située en Auvergne-Rhône-Alpes. Classée en 2015, elle occupe une surface de 844,24 hectares et protège le lac d'Aiguebelette ainsi qu'une partie de la montagne de l'Épine qui le domine.

## Localisation

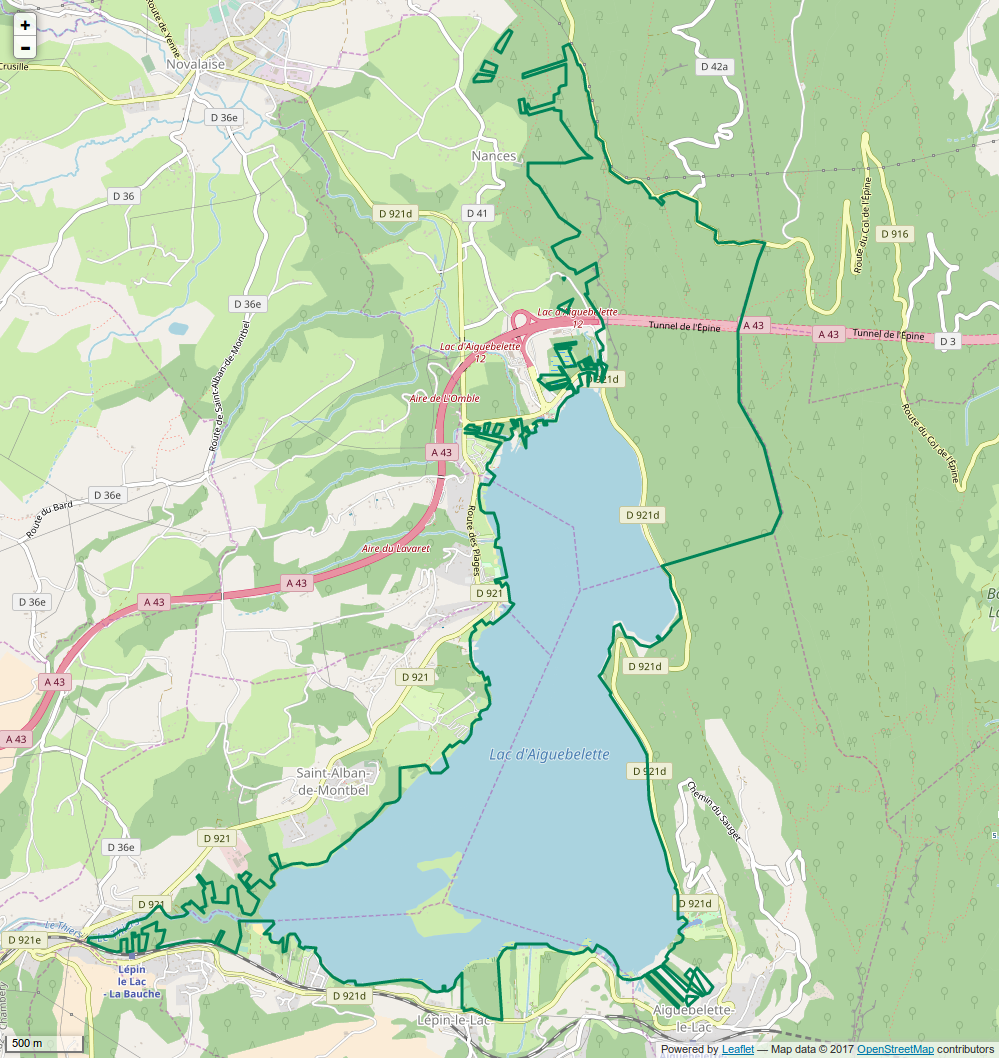
Périmètre de la réserve naturelle.

Le territoire de la réserve naturelle est dans le département de la Savoie, sur les communes de Aiguebelette-le-Lac, Lépin-le-Lac, Nances, Novalaise, Saint-Alban-de-Montbel.

## Administration, plan de gestion, règlement

### Outils et statut juridique
La réserve naturelle a été créée par une délibération du Conseil régional du 6 mars 2015.